# 盐盆站
鹽盆站（韓語：염분역）是朝鮮民主主義人民共和國咸鏡南道利原郡的一個鐵路車站，属于平罗线。

## 邻近车站
平罗线
曾山站 - 鹽盆站 - 松端站